# 1994 en numismatique
Chronologie de la numismatique
- 1993 en numismatique - 1994 en numismatique - 1995 en numismatique

Cet article présente les faits marquants de l'année 1994 en numismatique.

## Principaux événements numismatiques de l'année 1994

### Par dates

#### Mai
- 30 mai 1994 : 
  -  Croatie : introduction de la kuna en remplacement du dinar : 1 kuna (HRK) = 1 000 dinars (HRD).

#### Juin
- 1er juin 1994 :
  -  France : création du billet de 500 francs Pierre et Marie Curie[1]

#### Juillet
- 1er juillet 1994 :
  -  Brésil : introduction du réal brésilien en remplacement du cruzeiro.

#### Année
- France : émission des pièces commémoratives suivantes :
  - Pièce de 5 francs Voltaire
  - Pièce de 20 francs Pierre de Coubertin
  - Pièce de 100 francs Libération de Paris